# Synanthedon pini
Synanthedon pini is een vlinder uit de familie wespvlinders (Sesiidae), onderfamilie Sesiinae.
Synanthedon pini is voor het eerst wetenschappelijk beschreven door Kellicott in 1881. De soort komt voor in het Nearctisch gebied.